# Daphne championii
Daphne championii är en tibastväxtart som beskrevs av George Bentham. Daphne championii ingår i släktet tibaster, och familjen tibastväxter. Inga underarter finns listade i Catalogue of Life.